# II. Hentkauesz piramisa
II. Hentkauesz piramisa a Noferirkaré-piramistól délre épült fel, feltehetőleg eredetileg kultikus piramis volt – Sznofru és Hafré szatellitái vannak hasonló helyzetben –, amelyet később átalakítottak valódi sírhellyé és saját piramiskörzetet kapott. Az építmény mészkőből épült, a tetejére gránit piramidiont helyeztek.
A piramis annyira romos, hogy sokáig nem ismerték el piramisnak, bár Karl Richard Lepsius katalógusában a 25. sorszámú piramisként már szerepelt. Cseh régészek tárták fel az 1970-es években. Gyakorlatilag csak az alapjai vannak meg, így szerkezetéről alig van információ. II. Hentkauesz valószínűleg önállóan is uralkodott, amit megerősít a saját piramiskörzet egy egészen miniatűr kultikus piramissal, valamint a halotti templom építésének második szakasza, amikor kibővítették azt. Egészen a VI. dinasztia végéig folyt Hentkauesz halottkultuszának gyakorlása.

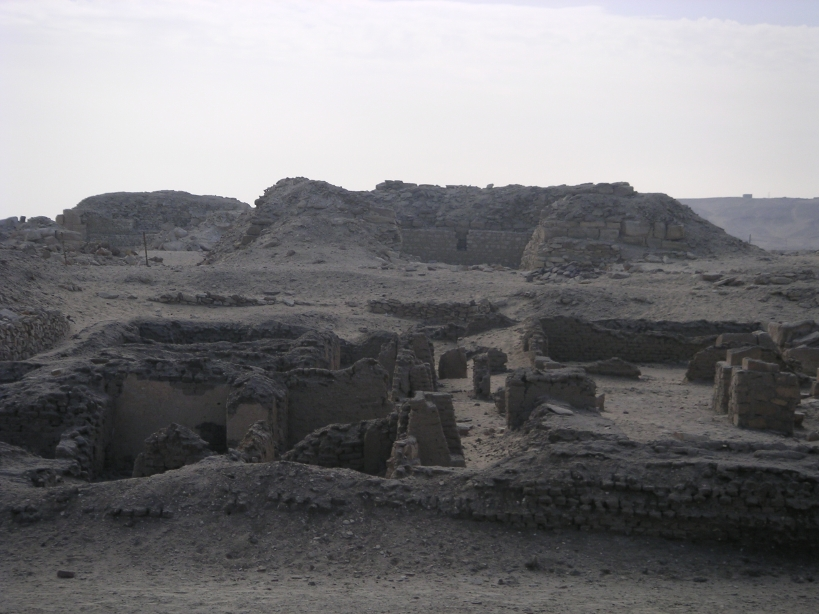
A halotti templom romjai, háttérben a Lepsius XXIV. katalógusszámú, ismeretlen építtetőjű piramis